# Colorado Springs, Kolorado
Colorado Springs je drugo največje mesto (za Denverjem) v ameriški zvezni državi Kolorado. Po podatkih za leto 2008 ima dobrih 380.000 prebivalcev, skupaj s predmestji pa nekaj čez 600.000.
Colorado Springs leži ob vznožju Skalnega gorovja. Mesto je bilo ustanovljeno leta 1871, pri čemer je imel turizem ključno vlogo, saj je v bližini več naravnih znamenitosti, ki privabljajo številne turiste. Na razvoj mesta pa je v prvih desetletjih izrazito vplivalo tudi rudarstvo, predvsem v času zlate mrzlice, saj so bila v bližnjem gorovju bogata nahajališča zlata.
Ob koncu 19. stoletja je dobil zagon zdraviliški turizem, predvsem po zaslugi suhega gorskega podnebja in bližnjih mineralnih vrelcev. V 20. stoletju se je umiril tudi razvoj te dejavnosti, vendar je turizem ohranil pomembno vlogo. Od 2. svetovne vojne dalje pa razvoj mesta vedno bolj temelji na prisotnosti ameriške vojske, saj je bilo tukaj vzpostavljenih več vojaških oporišč, dve pomembni poveljstvi (NORAD in Vesoljsko poveljstvo Vojnega letalstva ZDA) ter vojaška akademija.
Leta 2009 je revija Outside proglasila Colorado Springs za »najboljše mesto v ZDA«, leta 2006 pa mu je podoben naslov (»najboljše veliko mesto v ZDA«) podelila tudi revija Money .

## Pobratena mesta
Colorado Springs ima šest pobratenih mest:
- Fujiyoshida, Japonska (1962)
- Kaohsiung, Tajvan (1983)
- Smolensk, Rusija (1993)
- Biškek, Kirgizistan (1994)
- Nuevo Casas Grandes, Mehika (1996)
- Bankstown, Avstralija (1999)